# Mieczysław Laskowski
Mieczysław Laskowski (ur. 13 stycznia 1908 w Warszawie, zm. 13 marca 1983 w Komorowie) – polski prawnik i ekonomista, dyplomata.
Studiował prawo i ekonomię na Université Pierre Mendès France w Grenoble, a następnie filozofię na Friedrich-Wilhelms-Universität w Berlinie. Od 1934 był pracownikiem polskiego korpusu dyplomatycznego, pełnił funkcję radcy dyplomatycznego w polskich placówkach konsularnych w Niemczech, Szwajcarii oraz na Litwie. Po wybuchu II wojny światowej wszedł w szeregi Armii Krajowej pod pseudonimem „Wirski”, walczył w powstaniu warszawskim. Po upadku walk dostał się do niewoli. Od 1945 był krótkotrwale pracownikiem Zarządu Głównego Polskiego Towarzystwa Lekarskiego, ale ze względu na przedwojenną pracę dyplomatyczną był permanentnie represjonowany i usuwany z zajmowanych stanowisk. Jego żoną była Mirosława Pęska-Laskowska, lekarz laryngolog i chirurg plastyczny.